# Yunganastes
Yunganastes – rodzaj płazów bezogonowych z podrodziny Pristimantinae w obrębie rodziny Craugastoridae.

## Rozmieszczenie geograficzne
Rodzaj obejmuje gatunki występujące od południowego Peru do środkowej Boliwii.

## Systematyka
Rodzaj zdefiniował w 2007 roku międzynarodowy zespół biologów – Hiszpanie José Manuel Padial i Ignacio De la Riva, Brazylijczyk Santiago Castroviejo-Fisher, Niemiec Jörn Köhler i Boliwijczyk Enrique Domic – w artykule zatytułowanym Systematyka grupy gatunków Eleutherodactylus fraudator (Anura: Brachycephalidae), opublikowanym w czasopiśmie „Herpetological Monographs”. Gatunkiem typowym jest (oryginalne oznaczenie) Y. pluvicanorus.

### Etymologia
Yunganastes: keczua yunga ‘wilgotny las’; gr. ναστης nastēs ‘mieszkaniec’, od ναιω naiō ‘mieszkać’.

### Podział systematyczny
Do rodzaju należą następujące gatunki:
- Yunganastes ashkapara (Köhler, 2000)
- Yunganastes bisignatus (Werner, 1899)
- Yunganastes fraudator (Lynch & McDiarmid, 1987)
- Yunganastes mercedesae (Lynch & McDiarmid, 1987)
- Yunganastes pluvicanorus (De la Riva & Lynch, 1997)